# Província de Vallegrande

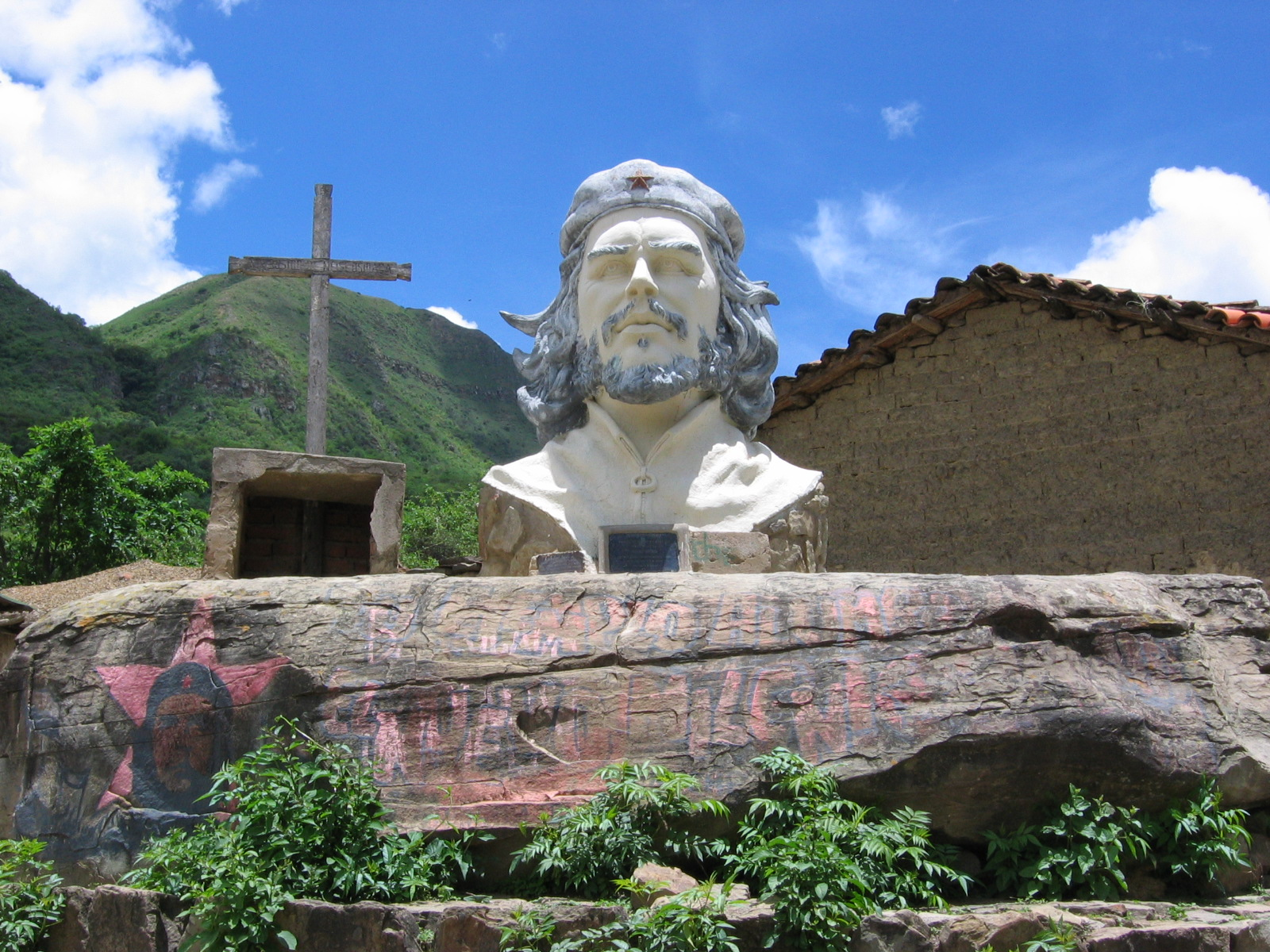
Vista de l'estàtua del Che Guevara a la localitat de La Higuera.

La província de Vallegrande és una de les 15 províncies del Departament de Santa Cruz a Bolívia. La seva capital és Vallegrande.
La província va ser creada el 1826, durant la presidència d'Antonio José de Sucre, al mateix temps que es creaven els cinc departaments en què va dividir-se la República. Les províncies de Florida i Manuel María Caballero formaven part del seu territori, en els seus inicis. Rep el nom per les característiques de les valls de la regió.

## Municipis
La província es divideix políticament en cinc municipis, que anteriorment s'havien dividit en 30 cantons, però que van ser suprimides amb l'aprovació de la nova constitució política de l'Estat el 2009.
| Municipi     | Superfície km² | Població (2012) | Densitat (hab/km²) |
| ------------ | -------------- | --------------- | ------------------ |
| Pucará       | 619            | 2.076           | 3,35               |
| Moro Moro    | 952            | 2.767           | 2,91               |
| Postrervalle | 1.059          | 2.390           | 2,26               |
| El Trigal    | 217            | 2.135           | 9,84               |
| Vallegrande  | 3.567          | 17.208          | 4,82               |